# Ayrton Lucas
Ayrton Lucas Dantas de Medeiros (ur. 19 czerwca 1997 w Carnaúba dos Dantas) – brazylijski piłkarz występujący na pozycji lewego obrońcy, reprezentant Brazylii, od 2022 roku zawodnik Flamengo.